# Гере (округ)
Округ Гере (фр. Arrondissement de Guéret) — округ у Франції, в департаменті Крез. 2023 року округ об'єднував 127 муніципалітетів, населення становило 72 642 особи.
Адміністративний центр (супрефектура) — Гере.

## Муніципалітети
Список муніципалітетів округу та їхні коди INSEE:
1. Аен (23001)
2. Ажен (23002)
3. Аза-Шатне (23014)
4. Азрабль (23015)
5. Анзем (23004)
6. Аррен (23006)
7. Арс (23007)
8. Базла (23018)
9. Баніз (23016)
10. Беневан-л'Аббеї (23021)
11. Боморо-ле-Мін (23027)
12. Бонна (23025)
13. Бурганеф (23030)
14. Бюсьєр-Дюнуаз (23036)
15. Варей (23258)
16. Відая (23260)
17. Віллар (23263)
18. Гартамп (23088)
19. Гере (23096)
20. Гленік (23092)
21. Ден-ле-Палестель (23075)
22. Жалеш (23098)
23. Жаная (23099)
24. Женуяк (23089)
25. Жуя (23101)
26. Колонданн (23065)
27. Крозан (23070)
28. Ла-Бріонн (23033)
29. Ла-Пуж (23157)
30. Ла-Селлетт (23041)
31. Ла-Сель-Дюнуаз (23039)
32. Ла-Соньєр (23169)
33. Ла-Сутеррен (23176)
34. Ла-Форе-дю-Тампль (23084)
35. Ла-Шапель-Балу (23050)
36. Ла-Шапель-Сен-Марс'яль (23051)
37. Ла-Шапель-Тайфер (23052)
38. Лафа (23103)
39. Ле-Бур-д'Ам (23029)
40. Ле-Гран-Бур (23095)
41. Ле-Донзей (23074)
42. Ле-Монтей-о-Віконт (23134)
43. Лепіна (23107)
44. Лізьєр (23111)
45. Лінар-Мальваль (23109)
46. Лурдуе-Сен-П'єрр (23112)
47. Мазера (23128)
48. Манса-ла-Курр'єр (23122)
49. Марсак (23124)
50. Меан (23130)
51. Мезон-Фейн (23117)
52. Мезоннісс (23118)
53. Монбуше (23133)
54. Монтегю-ле-Блан (23132)
55. Мортру (23136)
56. Мур'ю-В'єйвіль (23137)
57. Мутьє-д'Аен (23138)
58. Мутьє-Малькар (23139)
59. Ная (23141)
60. Нот (23143)
61. Нузроль (23147)
62. Нузьє (23148)
63. Ожер (23010)
64. Олон (23011)
65. Ор'я (23012)
66. Пейрабу (23150)
67. Понтарйон (23155)
68. Рош (23162)
69. Руаєр-де-Вассів'єр (23165)
70. Савенн (23170)
71. Санья (23166)
72. Сардан (23168)
73. Сейру (23042)
74. Сен-Віктор-ан-Марш (23248)
75. Сен-Ворі (23247)
76. Сен-Гуссо (23200)
77. Сен-Дізьє-ле-Домен (23188)
78. Сен-Дізьє-Мабаро (23189)
79. Сен-Жермен-Бопре (23199)
80. Сен-Жорж-ла-Пуж (23197)
81. Сен-Жуньян-ла-Брежер (23205)
82. Сен-Ілер-ла-Плен (23201)
83. Сен-Ілер-ле-Шато (23202)
84. Сен-Кристоф (23186)
85. Сен-Леже-Бридере (23207)
86. Сен-Леже-ле-Геретуа (23208)
87. Сен-Лоран (23206)
88. Сен-Марс'яль-ле-Мон (23214)
89. Сен-Мартен-Шато (23216)
90. Сен-Мартен-Сент-Катрин (23217)
91. Сен-Мішель-де-Весс (23222)
92. Сен-Морей (23223)
93. Сен-Морис-ла-Сутеррен (23219)
94. Сен-Парду-Мортроль (23227)
95. Сен-П'єрр-Бельвю (23232)
96. Сен-П'єрр-Шеринья (23230)
97. Сен-Прієст-ла-Фей (23235)
98. Сен-Прієст-ла-Плен (23236)
99. Сен-Прієст-Палю (23237)
100. Сен-Себастьян (23239)
101. Сен-Сільвен-Монтегю (23242)
102. Сен-Сюльпіс-ле-Дюнуа (23244)
103. Сен-Сюльпіс-ле-Геретуа (23245)
104. Сен-Ф'єль (23195)
105. Сент-Аві-ле-Повр (23183)
106. Сент-Аман-Жартуде (23181)
107. Сент-Аньян-де-Версія (23177)
108. Сент-Елуа (23191)
109. Сент-Ір'є-ле-Буа (23250)
110. Сент-Фер (23193)
111. Су-Парса (23175)
112. Субребост (23173)
113. Терсія (23252)
114. Торон (23253)
115. Флера (23082)
116. Фо-Мазюра (23078)
117. Франсеш (23086)
118. Фресслін (23087)
119. Фюрсак (23192)
120. Шавана (23060)
121. Шамберо (23043)
122. Шамбон-Сент-Круа (23044)
123. Шамборан (23047)
124. Шамсанглар (23049)
125. Шатлю-ле-Марше (23056)
126. Шатлю-Мальвале (23057)
127. Шеньє (23062)